# سن خوزه دل پالمار
سن خوزه دل پالمار (انگلیسی: San José del Palmar) نام یک منطقه مسکونی در کلمبیا است.